# Primula groenlandica
Primula groenlandica là một loài thực vật có hoa trong họ Anh thảo. Loài này được (Warm.) A.W. Hill miêu tả khoa học đầu tiên năm 1933.